# Ahmad Nivins
Ahmad Nivins, né le 10 février 1987 à Jersey City, dans le New Jersey, est un joueur américain de basket-ball. Il joue au poste d'ailier fort. Passé successivement en France par Poitiers et Pau-Lacq-Orthez, Lyon-Villeurbanne, il signe en 2016 à Orléans.

## Palmarès

### Distinction personnelle
- Participation au All-Star Game LNB : 2012, 2013